# 普勞茨內克 (緬因州)
普勞茨內克（英語：Prouts Neck）是位於美國緬因州坎伯蘭縣的一個非建制地區。

## 地理
普勞茨內克所處的海拔為高於海平面11米（即36英呎），而該地所採用的時區為UTC-5，即北美东部時區（EST）。同時該地設有夏令時間，為UTC-5調快一小時，即UTC-4（EDT）。